# Hieracium kultukense
Hieracium kultukense es una especie de planta con flor del género Hieracium, de la familia Asteraceae, orden Asterales.

## Distribución
Hieracium kultukense se distribuye por Rusia.

## Taxonomía
Fue descrita científicamente por Sergievsk. & Üksip.
Tratamiento taxonómico
La especie aparece registrada en una sección de la publicación Izv. Akad. Nauk Ėstonsk. S.S.R., Ser. Biol.